# Reichelnunatak
Der Reichelnunatak ist ein 2250 m hoher Nunatak im ostantarktischen Viktorialand. Er ragt südlich der Sequence Hills, nordöstlich der Brawn Rocks, nordnordwestlich der Brien Rocks und östlich des Moore Ridge auf.
Wissenschaftler der deutschen Expedition GANOVEX IV (1984–1985) benannten ihn. Namensgeber ist der an der Forschungsreise beteiligte Hubschrauberpilot Werner Reichel.